# Bombardier Talent

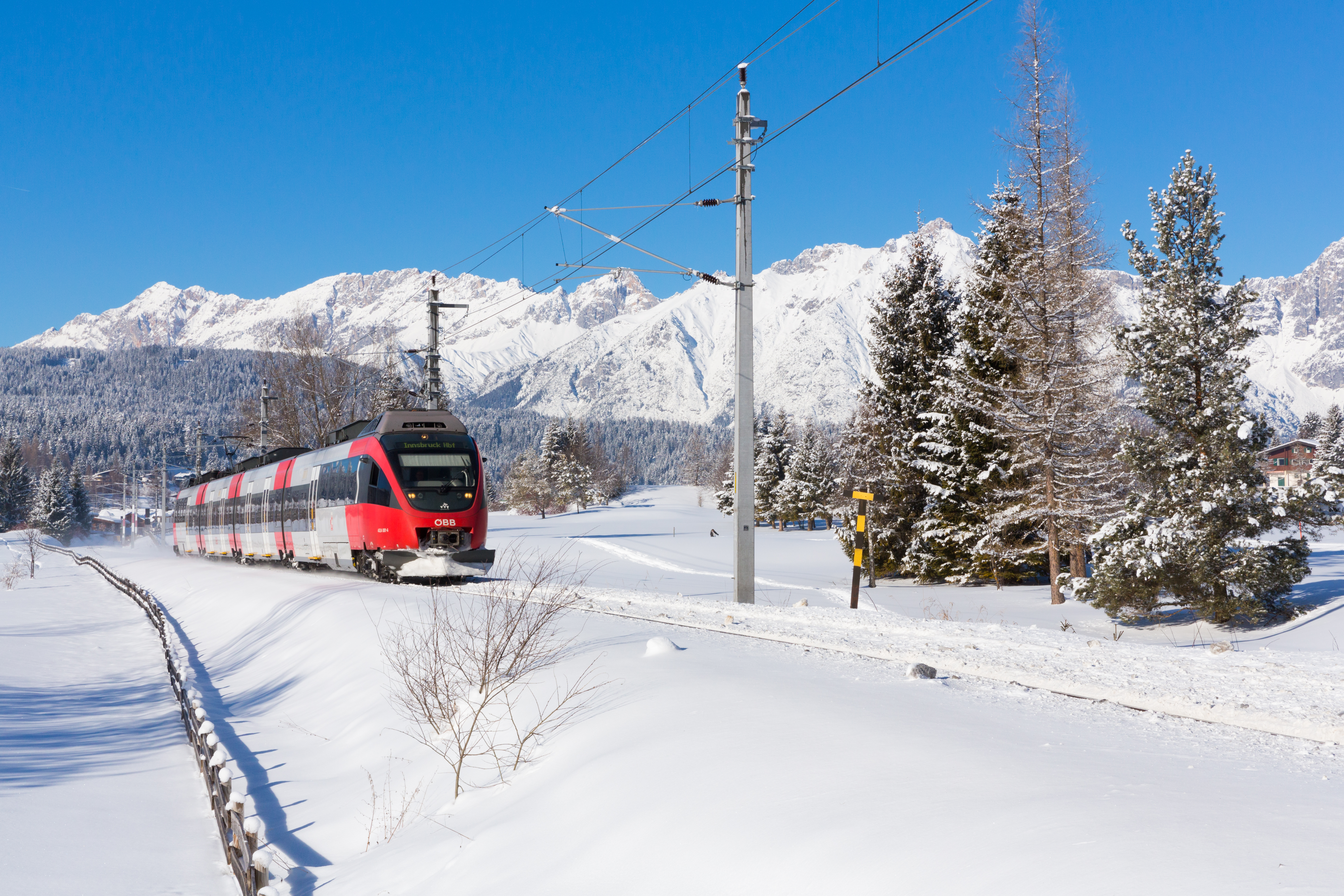
Unidades múltiples eléctricas en la ruta de ferrocarril en el paisaje invernal de Baviera.

El Bombardier TALENT es un automotor regional ligero fabricado por la filial europea de Bombardier Transportation que fue desarrollado por Waggonfabrik Talbot (→ de) en Aachen  poco antes de que la compañía fuera adquirida por Bombardier en 1995. El diseño fue realizado por el diseñador industrial alemán Alexander Neumeister.
El nombre Talent es un acrónimo en alemán de TALbot Leichter Nahverkehrs Triebwagen (en español, Automotores Ligeros Suburbanos).
Se presenta en una serie de variantes, incluyendo de piso bajo, motor diésel-cardánica, diésel-eléctrica, cuenta con versiones de dos y tres coches articulados y en el caso del Talent 2, motorizaciones eléctricas, incorporación de sistemas de pendulación de las cajas y de hasta cuatro y cinco coches con más de 200 asientos. Como con la mayoría de los trenes de unidades múltiples, las unidades Talent pueden funcionar de forma individual, o unidas entre sí para formar trenes más largos. Su arquitectura articulada es muy similar a la de los TGV. Los asientos son espaciosos y confortables, y los aseos son perfectamente accesibles.

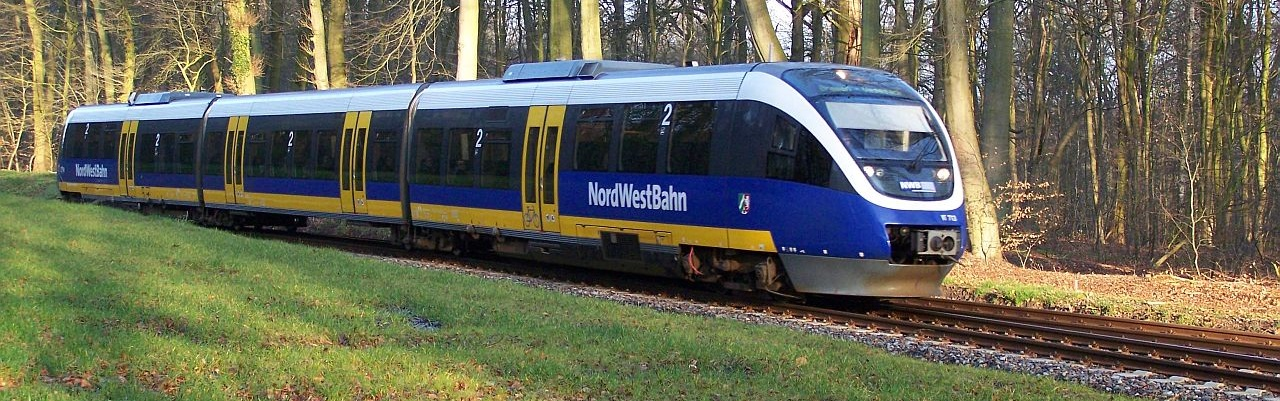
Bombardier TALENT compuesto por tres piezas articuladas. Aunque no es común, hasta tres de estas formaciones pueden funcionar en unidades múltiples

El Talent es un automotor con bogies articulados Jacobs, y como resultado de esto, el interior es esencialmente una cabina de una unidad entera larga individual, es posible ver o caminar de punta a punta sin necesidad de abrir puertas o atravesar pasillos estrechos. El compartir los bojes también significa que una unidad del Talent no pueda ser fácilmente desmontada o reordenada sin la ayuda de un patio de ferrocarril. En los variantes de piso bajo, cuyo piso está a 590 mm por encima de los rieles, significa que la articulación del piso se eleva, pero con rampas de acceso, ya que la altura tiene que ser mayor que el diámetro de la rueda, sobre el nivel de la vía. En las variantes de piso alto de 800 mm y 960 mm de altura de los rieles, el piso es plano desde la primera hasta la última puerta. Las secciones extremas tienen un piso elevado en todas las variantes, porque el equipo de tracción ubicado por debajo requiere más espacio que los bojes sin motor. La velocidad máxima dependiendo de la versión oscila entre 120–160 km/h.
Después de un prototipo presentado en 1994, los primeros Talent entraron en servicio en 1996. Son utilizadas por corredores ferroviarios existentes en Alemania, Austria, Eslovaquia, Hungría, Noruega (versión pendulante), los Países Bajos y Canadá. Más de 1.200 coches Talent están en circulación o fabricación a nivel mundial (2010).
En un uso más inusual, tres Talent diésel idénticos a la clase de Deutsche Bahn Class 643 forman la flota de Ottawa O-Train en Ottawa (Ontario), capital de Canadá, un proyecto piloto de transporte público ferroviario que iba a sustituir a los tranvías eléctricos para su uso en las calles de la ciudad. La ampliación proyectada de la línea de 8 km fue cancelada por la inseguridad de los vehículos Talent de tamaño muy grande para este propósito. En la actualidad hay planes para soterrar parte del trayecto.

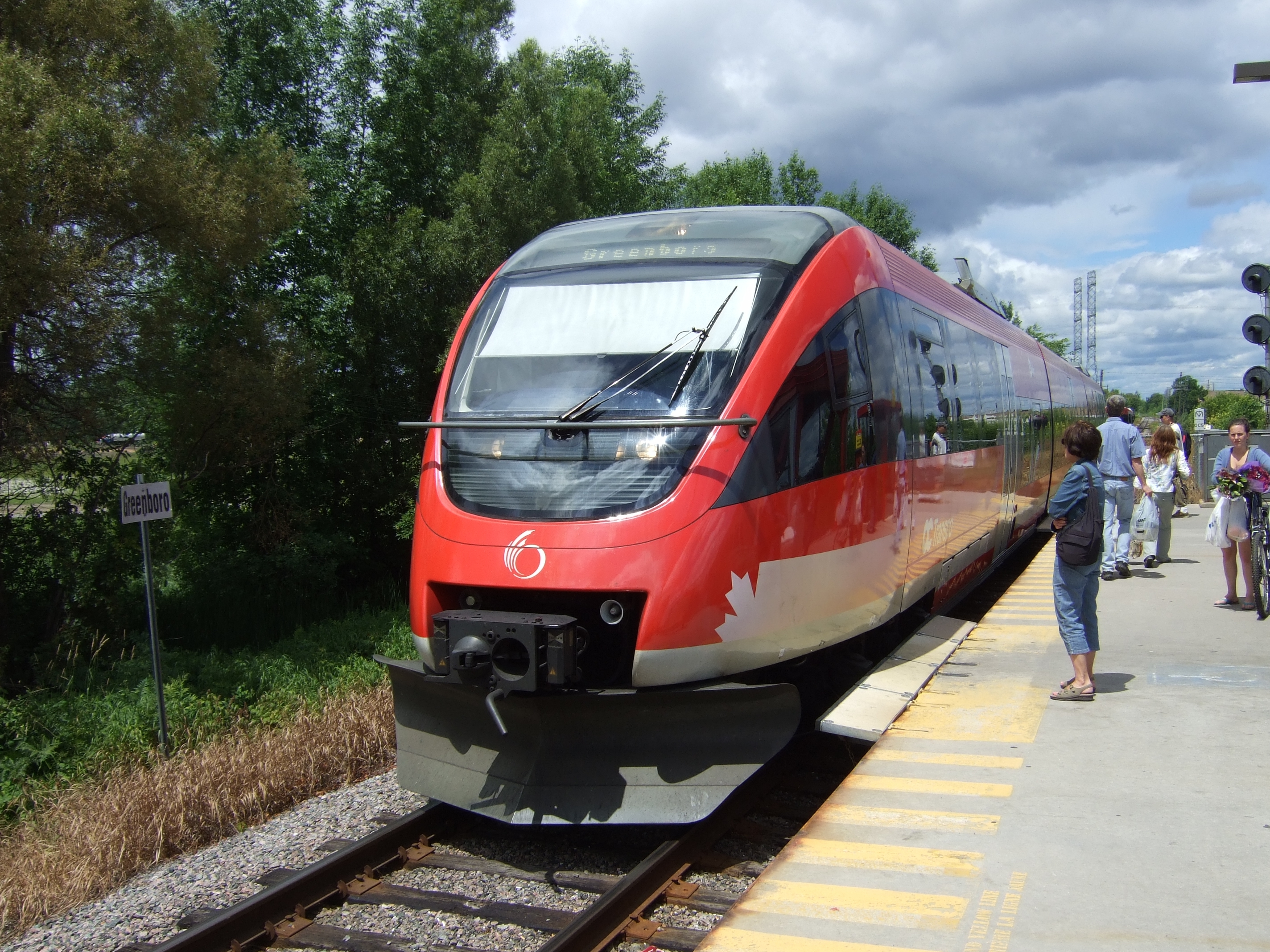
Bombardier Talent del Ottawa O-Train en Canadá.

| DATOS TÉCNICOS *         | DATOS TÉCNICOS * | DATOS TÉCNICOS * | DATOS TÉCNICOS * | DATOS TÉCNICOS * | DATOS TÉCNICOS * | DATOS TÉCNICOS * | DATOS TÉCNICOS * | DATOS TÉCNICOS * | DATOS TÉCNICOS * | DATOS TÉCNICOS * |
| ------------------------ | --- | --- | --- | --- | --- | --- | --- | --- | --- | --- |
| Modelo:                  | TALENT | TALENT | TALENT | TALENT | TALENT | TALENT | | | | |
| Configuración:           | 2-coches | 3-coches | 3-coches | 3-coches | 3-coches | 3-coches | | | | |
| Modelo                   | Clase 643 | Clase 643 | Clase 644 | | | | | | | |
| Tipos motrices:          | Diesel-mecánica | Diesel-mecánica | Diesel-eléctrica | Diesel-eléctrica | Diesel-eléctrica | Diesel-eléctrica | Diesel-eléctrica | | | |
| Peso en vacío            | 57 t | 72 t | 84,3 t | | | | | | | |
| Longitud                 | 34,610 mm | 48,360 mm | 52,160 mm | | | | | | | |
| Anchura:                 | 2,925 mm | 2,925 mm | 2,925 mm | 2,925 mm | 2,925 mm | | | | | |
| Altura piso:             | 800 mm y 960 mm | 800 mm y 960 mm | 800 mm y 960 mm | 800 mm y 960 mm | 800 mm y 960 mm | | | | | |
| Altura entrada:          | 590 mm | 590 mm | 590 mm | 590 mm | 590 mm | | | | | |
| Capacidad de asientos ** | 96 | 136 | 160 | | | | | | | |
| Velocidad máxima:        | 120 km/h | 120 km/h | 120 km/h | 120 km/h | 120 km/h | | | | | |
| Potencia del motor:      | 2 × 315 kW | 2 × 315 kW | 2 × 505 kW | 2 × 505 kW | 2 × 505 kW | 2 × 505 kW | 2 × 505 kW | | | |
| Aceleración:             | 0,7 m/s² | 0,7 m/s² | 1,0 m/s² | 1,0 m/s² | 1,0 m/s² | 1,0 m/s² | 1,0 m/s² | | | |
| Notas:                   | *Los datos técnicos de las series individuales pueden diferir de esta información técnica. La información está basada en hojas de datos de los modelos por el fabricante. **Hasta aprox. 283 pasajeros sentados y parados en los modelos de 3-coches | *Los datos técnicos de las series individuales pueden diferir de esta información técnica. La información está basada en hojas de datos de los modelos por el fabricante. **Hasta aprox. 283 pasajeros sentados y parados en los modelos de 3-coches | *Los datos técnicos de las series individuales pueden diferir de esta información técnica. La información está basada en hojas de datos de los modelos por el fabricante. **Hasta aprox. 283 pasajeros sentados y parados en los modelos de 3-coches | *Los datos técnicos de las series individuales pueden diferir de esta información técnica. La información está basada en hojas de datos de los modelos por el fabricante. **Hasta aprox. 283 pasajeros sentados y parados en los modelos de 3-coches | *Los datos técnicos de las series individuales pueden diferir de esta información técnica. La información está basada en hojas de datos de los modelos por el fabricante. **Hasta aprox. 283 pasajeros sentados y parados en los modelos de 3-coches | *Los datos técnicos de las series individuales pueden diferir de esta información técnica. La información está basada en hojas de datos de los modelos por el fabricante. **Hasta aprox. 283 pasajeros sentados y parados en los modelos de 3-coches | *Los datos técnicos de las series individuales pueden diferir de esta información técnica. La información está basada en hojas de datos de los modelos por el fabricante. **Hasta aprox. 283 pasajeros sentados y parados en los modelos de 3-coches | *Los datos técnicos de las series individuales pueden diferir de esta información técnica. La información está basada en hojas de datos de los modelos por el fabricante. **Hasta aprox. 283 pasajeros sentados y parados en los modelos de 3-coches | *Los datos técnicos de las series individuales pueden diferir de esta información técnica. La información está basada en hojas de datos de los modelos por el fabricante. **Hasta aprox. 283 pasajeros sentados y parados en los modelos de 3-coches | *Los datos técnicos de las series individuales pueden diferir de esta información técnica. La información está basada en hojas de datos de los modelos por el fabricante. **Hasta aprox. 283 pasajeros sentados y parados en los modelos de 3-coches |